# Arisaema calcareum
Arisaema calcareum är en kallaväxtart som beskrevs av Hen Li. Arisaema calcareum ingår i släktet Arisaema och familjen kallaväxter. Inga underarter finns listade.